# كاب غريكو
35°00′N 34°01′E / 35.000°N 34.017°E

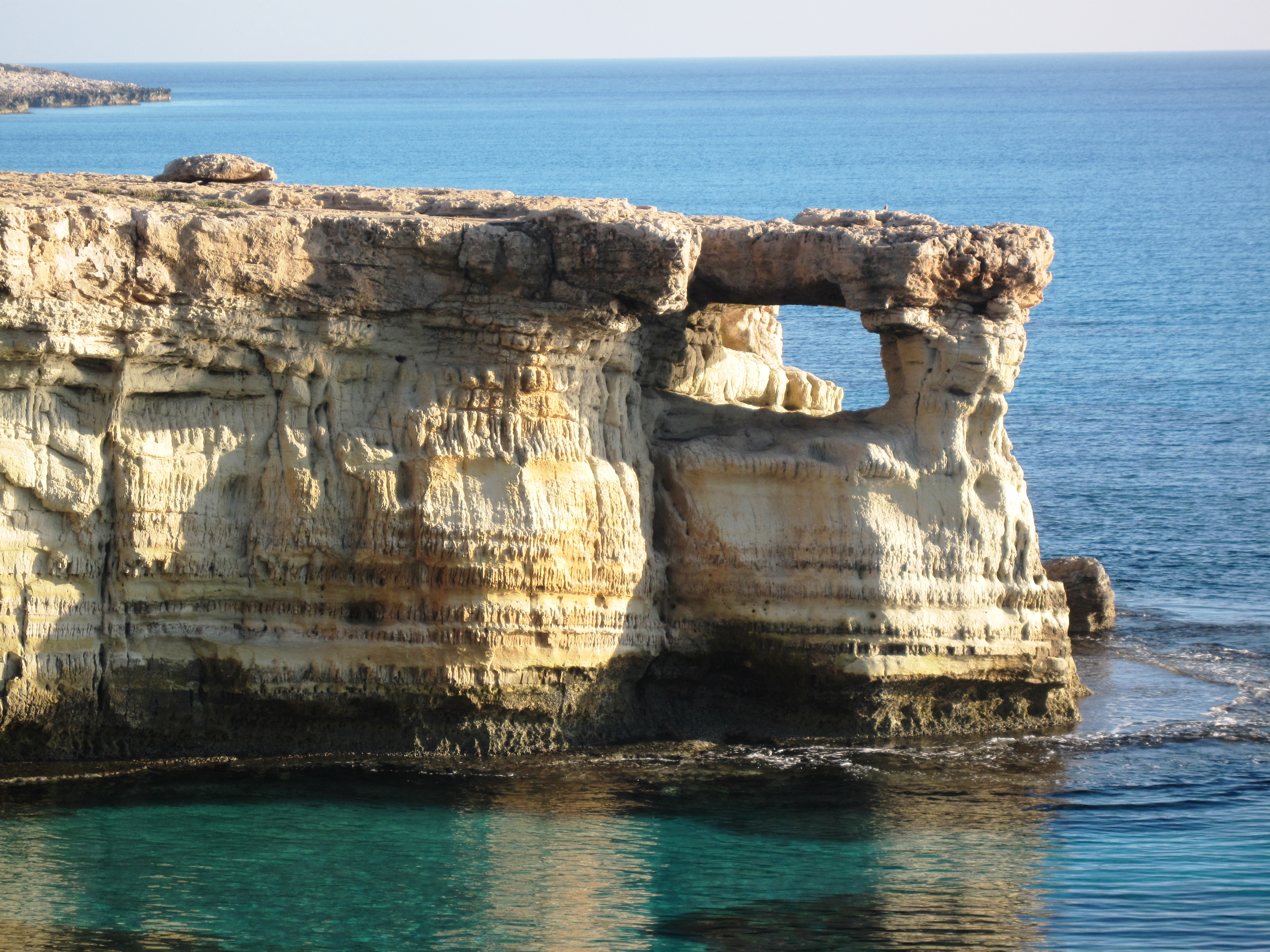
كاب غريكو

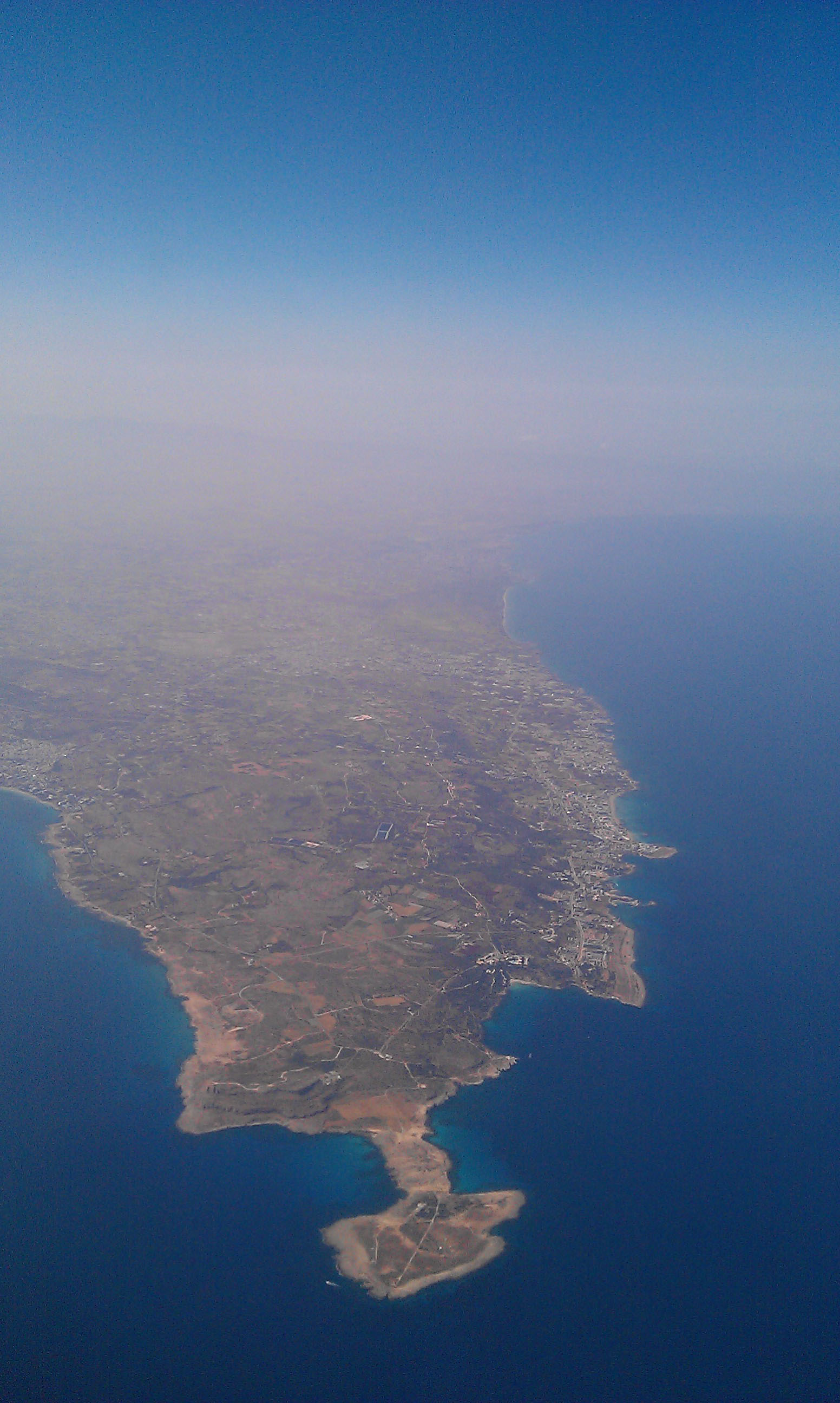
كاب غريكو-قبرص

كاب غريكو، المعروف أيضا باسم كابو غريكو (باليونانية: Κάβο Γκρέκο)‏، هو الرأس الذي يقع في الجزء الجنوبي الشرقي من جزيرة قبرص. فهو في الطرف الجنوبي من خليج فاماغوستا. وهي جزء من بلدية آيا نابا.
حيث أنها تقع بين بلدتي أيا نابا وبروتاراس، وكلاهما منتجعات سياحية شهيرة. وكثيرا ما يزورها العديد من السياح لجمالها الطبيعي. فمن حديقة الطبيعة المحمية. من النقاط العالية على جرف التي تقع في الرأس يمكن للمرء أن يرى مشاهد مذهلة إلى البحر.
وفقا للأسطورة المحلية تعتبر أنها موطن «وحش البحر أيا نابا».
كيب اليونانية هو حديقة الغابات الوطنية حيث تحتوي على حيوانات نادرة.وتدار من قبل إدارة وزارة الغابات في قبرص .

## وصلات خارجية
- 751 Signals Unit Cape Greco